# Крекінг-установка в Орську
Крекінг-установка в Орську — колишнє нафтохімічне виробництво, яке діяло в Оренбурзькій області Росії.
В 1955 році почався запуск виробництв Орського заводу синтетичного спирту, найбільш масовою продукцією якого став етанол. Останній отримували шляхом гідрування етилену, який в свою чергу виробляли піролізом (паровим крекінгом) вуглеводневої сировини – газів нафтопереробки сусіднього Орського НПЗ. 
В 1960-му ввели в дію виробництво ізопропілового спирту та ацетону, сировиною для яких був пропілен – другий цільовий продукт піролізної установки.
В 1980-х роках вирішили сконцентруватись на продукуванні ізопропілового спирту, при цьому піролізне виробництво закрили в 1986-му (виробництво ацетону припинили ще в 1982-му). Сировиною для отримання зазначеного спирту тепер могли бути як пропілен, так і пропан-пропіленова фракція НПЗ. Частину обладнання піролізної установки пристосували для виділення етану та пропану з газу каталітичного риформінга.